# スブラマニアン・チャンドラセカール
スブラマニアン・チャンドラセカール（Subrahmanyan Chandrasekhar、（タミル語: சுப்பிரமணியன் சந்திரசேகர்,  ヒンディー語 सुब्रह्मण्यन् चन्द्रशेखर）、[ˌtʃʌndrəˈʃeɪkɑr] ( 音声ファイル)、1910年10月19日 - 1995年8月21日）は、インド生まれのアメリカの天体物理学者。シカゴ大学教授。王立協会フェロー。
1932年、白色矮星の質量に上限（チャンドラセカール質量）があることを理論的計算によって示し、恒星の終焉に関する「チャンドラセカール限界」を提唱した。

## 略歴
- 1910年、イギリスの統治下にあった英領インドのラホール（現パキスタン領）に生まれた。
- 1930年、マドラスのプレシデンシ大学を卒業。当時の宗主国イギリスのケンブリッジ大学に留学する。イギリスへの渡航途中、船上にて、白色矮星の質量には上限（チャンドラセカール限界）があることを発見した。
- 1933年、学位を取得する。ケンブリッジではアーサー・エディントンに師事した。チャンドラセカール質量の研究について、この質量を超えた天体がブラックホールになりうるという事等、後年に高く評価される結果をエディントンは徹底的に批判したため、確執が生まれる[1]。
- 1937年、アメリカへ移住し、シカゴ大学およびヤーキス天文台研究員となって天文学に関する研究を進めた。白色矮星の内部構造、恒星内部でのエネルギー伝達、恒星の進化と終焉についての業績がある。またアメリカ天文学会の論文誌アストロフィジカルジャーナルの編集長も務めた。
- 1942年に、ブラジルのマリオ・シェンベルグ（英語: Mário Schenberg）と共同で発表した論文で、主系列星のヘリウム中心核が重力収縮しないで静水圧平衡を維持できる限界質量を推定した[2]。現在この限界質量は、彼らにちなんでシェーンベルグ＝チャンドラセカール限界と呼ばれる[3]。
- 1944年、王立協会フェロー選出。
- 1983年、「星の構造と進化にとって重要な物理的過程の理論的研究」でノーベル物理学賞を受賞。
- 1995年にシカゴで心不全のため死去した。

## エピソード
1999年に打ち上げられたNASAのX線観測衛星「チャンドラ」は、彼にちなんで名づけられた。
叔父はラマン効果の発見で1930年にノーベル物理学賞を受賞したチャンドラセカール・ラマンである。
2015年に、アジア太平洋物理学会連合(AAPPS)プラズマ物理部門がプラズマ物理学の顕著な進歩に貢献した研究者に贈る、チャンドラセカールの名前を冠した「チャンドラセカール賞」を設立した。

## 著作
- 『星の構造』長田純一訳、講談社〈KS物理専門書〉、1973年11月。ASIN B000JA2VZI。
- 『真理と美 科学における美意識と動機』豊田彰共訳、法政大学出版局〈叢書・ウニベルシタス 585〉、1998年7月。ISBN 4-588-00585-5。
- 『チャンドラセカールの「プリンキピア」講義 一般読者のために』中村誠太郎監訳、講談社〈KS物理専門書〉、1998年11月。ISBN 4-06-153233-2。

## 受賞歴
- 1948年 - アダムズ賞
- 1949年 - ヘンリー・ノリス・ラッセル講師職
- 1952年 - ブルース・メダル
- 1953年 - 王立天文学会ゴールドメダル
- 1957年 - ランフォード賞
- 1962年 - ロイヤル・メダル
- 1966年 - アメリカ国家科学賞
- 1969年 - リヒトマイヤー記念賞
- 1971年 - ヘンリー・ドレイパー・メダル
- 1974年 - ハイネマン賞数理物理学部門
- 1983年 - ノーベル物理学賞
- 1984年 - コプリ・メダル
- 1994年 - マルセル・グロスマン賞